# Mortinho por Chegar a Casa
Mortinho por Chegar a Casa is een Portugees-Nederlandse filmkomedie uit 1996 onder regie van Carlos da Silva en George Sluizer.

## Verhaal
De Portugese immigrant Manuel Espírito Santo sterft in Amsterdam. Na zijn begrafenis hoort hij dat zijn geest pas rust zal vinden, wanneer hij wordt begraven in zijn geboorteland. In de volgende weken tracht hij zijn zus Júlia in haar dromen te overreden om zijn lichaam over te brengen naar Portugal. Zij reist af naar Nederland, maar ze wordt er opgescheept met de financiële schulden van Manuel en met zijn onsuccesvolle bar.

## Rolverdeling
| Acteur        | Personage             |
| ------------- | --------------------- |
| Diogo Infante | Manuel Espírito Santo |
| Maria d'Aires | Júlia Espírito Santo  |
| Huub Stapel   | Joris                 |
| Jack Wouterse | Max                   |